# Julie Rossello Rochet
Julie Rossello Rochet, née Julie Rossello le 26 janvier 1987 à Lyon, est une dramaturge et écrivaine française.

## Biographie
Julie Rossello Rochet grandit à Caluire-et-Cuire. Scolarisée aux Collège-lycée Ampère, elle rejoint à quinze ans la classe option théâtre de la Cité scolaire Antoine de Saint-Exupéry (Lyon). Après des études de droit et une licence en lettres à l'Université de Montréal et à l'Université Lumière-Lyon-II, elle est diplômée en 2012 de l’École nationale supérieure des arts et techniques du théâtre, département « écrivain dramaturge ». Elle valide en 2013 un master recherche Langues et Arts, spécialité « Arts de la scène » au département Lettres et Arts de l’École normale supérieure de Lyon, où elle devient doctorante et chargée d’enseignement de 2013 à 2015. En 2015, l'école doctorale Lettres, Langues, Linguistique et Arts des Universités de Lyon lui attribue une bourse de recherche à l'Université de Montréal.
En 2020, elle soutient sa thèse à l'Université Lumière au sujet de vingt-deux autrices dramatiques françaises du XIXe siècle ayant œuvré dans l'espace public.
Ses premières pièces sont Gratte-ciel (2007), Valse con algunas naranjas y un poco de agua (2008) et Zone (2010), une variation des Bacchantes d'Euripide, traduite en chinois et jouée avec Jérémy Lopez de la Comédie-Française dans le rôle de Dionysos à Shanghai au pavillon Rhône-Alpes de l'Exposition universelle de 2010 et à l'Académie de Théâtre de Shanghaï. En 2010, elle écrit Duo, lorsqu’un oiseau se pose sur une toile blanche, publié en 2014 – deux entretiens post-mortem avec Pina Bausch et Merce Cunningham –, distingué par plusieurs prix spécialisés, sélectionné par le Bureau des lecteurs de la Comédie-Française, enregistré en 2013 à Théâtre Ouvert pour France Culture dans une réalisation d'Alexandre Plank avec Dominique Reymond, Geoffrey Carey et Gabriel Dufay, lu au Festival d'Avignon par Marcel Bozonnet et Anne Alvaro et créé en 2015 par Fabrice Gorgerat avec Armand Deladoey et la danseuse Tamara Bacci, au Théâtre de Poche à Genève.
Cross, chant des collèges (2017), pièce à propos du cyberharcèlement au collège, sélectionnée par le Bureau des lecteurs de la Comédie-Française et remarquée par la critique, est mise en scène sous le titre Cross, ou la fureur de vivre par Lucie Rébéré à la Comédie de Valence. Part-Dieu, chant de gare (2018), récit du parcours d’un mineur isolé étranger depuis son arrivée en gare de Lyon-Part-Dieu, est créée par Julie Guichard au Théâtre de l'Élysée à Lyon, lue au Théâtre Am Stram Gram à Genève, et recréée au Nouveau Théâtre du Huitième en décembre 2017. Son texte Atomic man, chant d'amour (2018) est mis en scène par Lucie Rébéré au festival « Ambivalence(s) » 2018 de la Comédie de Valence.
En 2022, son texte Entre ses mains est créé par Julie Guichard au Théâtre de Villefranche-sur-Saône.
De 2017 à 2020, elle est membre du collectif artistique du centre dramatique national de Drôme-Ardèche la Comédie de Valence, artiste associée de 2018 à 2021 au Théâtre de Villefranche-sur-Saône avec la metteure en scène Lucie Rébéré et au printemps 2024 à la Scène nationale de Bourg-en-Bresse.

## Œuvres

### Poésie

#### Participations
- 2016 : “Nuit debout, chroniques émaillées. Traces du mouvement gravitationnel à Lyon” dans Nuit debout et culture assoupie de Jean-Marc Adolphe, Bernard Noël (préfacier), L'Entretemps, coll. "Les points dans les poches", p. 220-231.  (ISBN 978-2-35539-238-2)
- 2018 : “Charade” dans Il devrait y avoir encore une heure avant l'aube, recueil de solidarité, ouvrage collectif dirigé par Samaële Steiner, Emily Loizeau (préfacière), éditions Buzo, Crest, p. 20-23.  (ISBN 978-2-9566160-0-9)
- 2022 : “L'histoire des deux bisous ou d'une minuscule partie émergée” dans #Metoothéâtre, coordonné par Séphora Haymann et Louise Brzezowska-Dudek, éditions Libertalia, Montreuil, p. 135-140. (ISBN 978-2-3772925-9-2)

### Théâtre
- 2014 : Duo, lorsqu’un oiseau se pose sur une toile blanche, Enzo Cormann (préfacier), l'Entretemps, coll. "Lignes de corps", 64 p. (ISBN 978-2-35539-189-7)
- 2017 : Cross, chant des collèges, éditions Théâtrales, coll. "Répertoire contemporain", 60 p. (ISBN 978-2-84260-733-3)
- 2018 : Atomic man, chant d’amour / Part-Dieu, chant de gare, (recueil) éditions Théâtrales, coll. "Répertoire contemporain", 118 p.  (ISBN 978-2-84260-780-7)
- 2023 : Entre ses mains, éditions Théâtrales, coll. "Répertoire contemporain", 78 p.  (ISBN 978-2-84260-920-7)
- 2024 : Scaphandre / Louyetu, (recueil) éditions Théâtrales, coll. "Jeunesse", 78 p.  (ISBN 978-2-84260-934-4)

#### Participations
- 2018 : It's okay to say no dans Divers-Cités 2, éditions Théâtrales jeunesse - La Maison Théâtre / Strasbourg, coll. "Jeunesse", p. 105-116.  (ISBN 978-2-84260-769-2)
- 2020 : Batracien·ne·s (agit-prop), dans Troisième regard saison 2, Théâtrales - Troisième bureau, « jeunesse », p. 93-104.  (ISBN 978-2-84260-829-3)
- 2023 : Hier la mer, dans Théâtre de la jeunesse #8, Les Cahiers de l’Égaré, « Le Pôle / La Saison Gatti », p. 35-56.  (ISBN 978-2-35502-117-6)

### Articles
- 2018 : "Retour sur l’élaboration d’un répertoire de pièces d’autrices dramatiques françaises notoires du XIXe siècle." dans Genre et arts vivants, sous la direction de Raphaëlle Doyon et Pierre Katuszewski, Revue Horizons/Théâtre n°10-11, Presses Universitaires de Bordeaux, p. 221-239  (ISBN 979-10-300-0207-2)
- 2022 : « « Être homme » pour faire jouer sa pièce à Paris quand on est femme (1789-1914) », Femmes de spectacle au XIXᵉ siècle, sous la direction de Florence Fix et Valentina Ponzetto, Peter Lang éditions, 2022, p. 93-106.  (ISBN 978-2-87574-496-8)
- 2024 : « « Sarrazine », le cas d'un spectacle pour dire l'enfermement et l'émancipation par la création d'une femme : Albertine Sarrazine (1937-1967) », co-écrit avec Lucie Rébéré, Femmes passe-murailles. Ecrits et voix de prison, sous la direction de Simon Harel, Mira Missirian et Valentina Pancaldi, Collection InterCultures, Montréal, Presses de l'Université de Laval, 2024, p. 169-191.  (ISBN 978-2-7663-0358-8)

## Distinctions
- 2016 : Prix domaine français des Journées de Lyon des auteurs de théâtre pour Cross, chant des collèges
- 2017 : Prix suisse de la fondation Johnny Aubert-Tournier, Maisons Mainou pour Part-Dieu, chant de gare

## Mises en scène de ses textes
- 2009 : Valse con algunas naranjas y un poco de agua, mise en scène Lucie Rébéré, festival "Second Sight", Saint-Ouen
- 2010 : Zone, traduite en chinois, mise en scène Guillaume Fulconis, avec Jérémy Lopez, Exposition Universelle de 2010, Académie de Théâtre, Shanghai
- 2011 : Q.G. (quartier général), mise en scène Guillaume Fulconis, Théâtre du Tricycle, Grenoble, Théâtre National Populaire, Villeurbanne
- 2012 : Dia de los muertos, Castelet des Scriptophages, mise en scène Émilie Valantin, Comédie de Valence
- 2013 : Du sang sur les roses, mise en scène Lucie Rébéré, Espace 44 - Scène Découvertes, Lyon
- 2015 : Duo, lorsqu’un oiseau se pose sur une toile blanche, mise en scène Fabrice Gorgerat, Théâtre Poche GVE, Genève
- 2016 : Cross, ou la fureur de vivre, mise en scène Lucie Rébéré, Comédie de Valence
- 2016 : Eleonora, dreams about Billie Holiday’s lies and lives, mise en scène Julie Rossello-Rochet, Théâtre des Marronniers, Lyon
- 2017 : Part-Dieu, chant de gare, mise en scène Julie Guichard, festival "En Acte(s)", Théâtre de l'Élysée, Lyon
- 2018 : Atomic man, chant d'amour, mise en scène Lucie Rébéré, festival "Ambivalence(s)", Comédie de Valence
- 2018 : Atomic man, canto de amor, traduite en espagnol par Manuel Ulloa Colona, création collective avec Sylvie Mongin-Algan, Centro Universitario de Teatro, Mexico
- 2019 : Sarrazine, à partir des vies et oeuvres d'Albertine Sarrazin, avec Nelly Pulicani, mise en scène Lucie Rébéré, Comédie de Valence
- 2019 : Petite Iliade en un souffle, d'après L'Iliade d'Homère, mise en scène Julie Guichard,Théâtre National Populaire, Villeurbanne
- 2021 : Louyetu dans Petites Mythologies, mise en scène Philippe Delaigue et Léa Ménahem, Scène conventionnée de Château rouge, Annemasse
- 2022 : Scaphandre, mise en scène Liza Blanchard et Julie Guichard, Théâtre de Villefranche-sur-Saône
- 2022 : Entre ses mains, mise en scène Julie Guichard, Théâtre de Villefranche-sur-Saône
- 2024 : Grands-mères feuillage, mise en scène Yann Lheureux, Théâtre de l'Élysée, Lyon